# Zalavég
Zalavég là một thị trấn thuộc hạt Zala, Hungary. Thị trấn này có diện tích 12,11 km², dân số năm 2010 là 400 người, mật độ 33 người/km².